# جاد بن يعقوب
جاد بن يعقوب (بالعبرية: גד) هو أحد أبناء النبي يعقوب (إسرائيل) الاثنا عشر، واسم أمه هو: زلفة. وأخوه الشقيق اسمه: عشير.
حيث كان ليعقوب (ولقبه إسرائيل) اثنا عشر ولداً ذكراً (من بينهم يوسف) وابنةً واحدة هي دينا. وهؤلاء الأبناء الاثنا عشر يدعون بني إسرائيل.

## إخوته
إخوته هم أولاد النبي يعقوب (إسرائيل) ويـُدعـَون بني إسرائيل وهم:
- النبي يوسف وبنيامين وأمهما: راحيل بنت لابان وهي ابنة خال يعقوب.
- روبين وهو أكبر أبنائه ويهودا ولاوي وشمعون وزبولون ويساكر وبنتاً واحدة اسمها دينا وأمهم: ليا بنت لابان وهي أخت راحيل وابنة خال يعقوب.
- دان ونفتالي وأمهما: بلهة
- جاد وعشير وأمهما: زلفة